# Bhind
Bhind (hindi: भिंड) är en stad i den indiska delstaten Madhya Pradesh. Den är administrativ huvudort för ett distrikt med samma namn och hade 197 585 invånare vid folkräkningen 2011.